# Robert Rosser
Robert Rosser (* 11. April 1969 in Plattsburgh) ist ein ehemaliger US-amerikanischer Biathlet.
Robert Rosser lebt in Underhill. Der Angehörige der US-Nationalgarde von Oregon gehört der Reserve der U.S. Air Force an und startet für Bend Biathlon . 1988 begann sie mit dem Biathlonsport. Seit 1993 startet er im Weltcup. Sein erstes Rennen bestritt Rosser bei einem Einzel in Lillehammer, wo er 103. wurde. Im folgenden Sprint verbesserte er sich mit Rang 99 erstmals unter die besten 100. Schon in seiner ersten Saison erreichte er mit Rang 34 bei einem Sprint in Hinton sein bestes Resultat im Weltcup. Erste internationale Meisterschaften wurden die Biathlon-Weltmeisterschaften 1996 in Ruhpolding, bei denen der US-Amerikaner im Einzel 78. wurde. Im Staffelrennen belegte er mit Curt Schreiner, Dan Westover und Chad Salmela den 21. Rang. Nachdem er noch zu Beginn der Saison 1996/97 im Weltcup antrat, wurde er hier das ganze 1997 nicht eingesetzt und kam erst wieder 1998 zurück ins Weltcup-Team. Höhepunkt der Saison und der Karriere wurde die Teilnahme Rossers an den Olympischen Winterspielen 1998 in Nagano. Bei den Wettbewerben in Nozawa Onsen erreichte der US-Amerikaner des 69. Platz im Einzel und wurde mit Jay Hakkinen, Westover und Andrew Erickson als Schlussläufer der Staffel 17. 2000 startete er bei den Weltmeisterschaften, die aus Witterungsgründen am Holmenkollen in Oslo und in Lahti stattfanden. Er wurde 71. des Einzels, 76. der Verfolgung und mit Hakkinen, Jeremy Teela und Schreiner Staffel-16. Ein Jahr später nahm Rosser in Pokljuka letztmals an Weltmeisterschaften teil und belegte die 58 im Einzel und 90 im Sprint. Bei den Militär-Skiweltmeisterschaften 2001 in Jericho startete Rosser sowohl bei den Biathleten und wurde 46. des Sprints und im Skilanglauf, wo er über 10 Kilometer Freistil in Kranjska Gora 52. wurde. Nach der Saison 2000/2001 kam er zu keinen weiteren Einsätzen in der ersten Liga des Biathlonsports. Bis Mitte der 2000er Jahre nahm er an Rennen des Europacups teil. Hier konnte er mehrfach die Punkteregion erreichen. Letzte internationale Meisterschaften wurden die Biathlon-Europameisterschaften 2006 in Langdorf, bei denen Rosser 69. des Einzels, 73. des Sprints und mit Brian Olsen, Kevin Patzoldt und Mark Johnson als Schlussläufer mit der Staffel 16. wurde.

## Weltcup-Platzierungen
Die Tabelle zeigt alle Platzierungen (je nach Austragungsjahr einschließlich Olympische Spiele und Weltmeisterschaften).
- 1.–3. Platz: Anzahl der Podiumsplatzierungen
- Top 10: Anzahl der Platzierungen unter den ersten zehn (einschließlich Podium)
- Punkteränge: Anzahl der Platzierungen innerhalb der Punkteränge (einschließlich Podium und Top 10)
- Starts: Anzahl gelaufener Rennen in der jeweiligen Disziplin

| Platzierung                                                                             | Einzel | Sprint | Verfolgung | Massenstart | Team | Staffel | Gesamt |
| --------------------------------------------------------------------------------------- | ------ | ------ | ---------- | ----------- | ---- | ------- | ------ |
| 1. Platz                                                                                |        |        |            |             |      |         |        |
| 2. Platz                                                                                |        |        |            |             |      |         |        |
| 3. Platz                                                                                |        |        |            |             |      |         |        |
| Top 10                                                                                  |        |        |            |             |      |         |        |
| Punkteränge                                                                             |        |        |            |             |      | 6       | 6      |
| Starts                                                                                  | 15     | 19     |            |             |      | 7       | 41     |
| Stand: Karriereende, einschließlich WM und Olympia, Daten möglicherweise nicht komplett |        |        |            |             |      |         |        |